# Международная карта мира

## История создания

### От возникновения идеи единой карты земного шара до Первой мировой войны

#### Вопрос о миллионной карте на VI—IX Международных географических конгрессах
В 1895 г. в Лондоне одновременно с VI Международным географическим конгрессом состоялось второе официальное заседание Международной комиссии миллионной карты, решения которой были доложены конгрессу. Конгресс ещё раз одобрил идею карты, высказался за приятие единой метрической системы мер для горизонтального и вертикального масштабов и за принятие Гринвичского меридиана за основной меридиан карты. Однако окончательных точных установок по карте здесь не было принято.
В 1899 году в Берлине VII Международный географический конгресс вновь заслушал сообщение о проекте Альбрехта Пенка. Специально созданному (организационному комитету было предложено «ознакомиться с изготовлением листов „миллионной карты“. Конгресс установил также окончательно многогранную проекцию карты.
В период с 1899 по 1903 году Англия, Франция и Германия начали фактические работы по составлению и изданию пробных листов миллионной карты, не дожидаясь, пока конгрессы и комиссии выработают окончательные и детальные правила о карте. При этом впервые была принята утверждённая в дальнейшем разграфка листов карты через 6° по долготе и 4° по широте.
Французская Географическая служба армии составила и издала 1899—1909 гг. 57 листов для Европы, Турции, Северного Ирана, Афганистана, Туркестана, Китая и Америки (Антильские острова) в метрических мерах, но с долготами от Парижа, с рельефом отмывкой.
Английский Географический отдел Генерального штаба приступил составлению ряда листов на Африку с высотами и глубинами в футах, с исходным меридианом Гринвича. В 1901 г. был издан один лист, в 1904 г. было издано 18 листов и 20 находились в работе.
Германия также приступила к составлению пробных листов на Восточный Китай.
Из указанных листов — лишь английские листы более или менее близки к принятому в дальнейшем в большинстве стран типу карты. Немецкие листы значительно отличались по характеру оформления, счет листов шёл не от экватора, а от 2° северной широты.
VIII Международный географический конгресс состоялся в Вашингтоне в 1904 г. Конгресс ещё раз одобрил (в четвёртый раз) идею миллионной карты и рекомендовал правительству Соединенных Штатов Америки, учитывая большие топографические материалы, имеющиеся в его распоряжении, также включиться в эту работу. Пенк лично после конгресса доложил об этом президенту. Однако общих точных установок по карте конгресс опять не принял.
В период между 1904 и 1907 гг. United States Geological Survey также включилась в работу и подготовила несколько листов миллионной карты, но не издала их, в виду отсутствия ассигнований на эту работу.
IX Международный географический конгресс в Женеве состоялся в 1908 г. Пенк на нём вновь сделал сообщение о работе комиссии, которая была выбрана ещё на VI конгрессе 1895 г., и подчеркнул, что хотя ряд стран приступил к опытным работам над картой, однако от отсутствие точных установок об её содержании и оформлении тормозит развертывание работ и делает карту весьма различной по содержанию и по оформлению. Общими являются лишь масштаб и разграфка. Пенк отметил, что составление листов Африки (Англией) и Китая (Германией) ясно вскрыло пробелы в географических знаниях об определенных районах, и составление этих листов уже было полезным явлением, побуждающим к новым исследованиям и съемкам.
На конгресс было прислано официальное письмо от Генри Геннета (Gennett), главного географа Геологической службы США, в котором он сообщил, что проведена работа по составлению карты для одиннадцати штатов США и всего составлено около 850000 кв. миль из 3000000 кв. миль общей площади США. Однако гравирование и издание этих листов в международной разграфке не были осуществлены. Составительские работы были выполнены в масштабе 12 миль в дюйме (1:760320), и предполагалось дальнейшее уменьшение их до 1:1000000. Был изготовлен опытный лист в этом масштабе для штата Колорадо с проведением изогипс через 100 футов в равнинах и 500 футов в горных районах, то есть опять-таки с отступлением от установок Международной комиссии о метрическом вертикальном масштабе. Представитель Португалии Васконзелос (Vasconselos) заявил о составлении миллионных листов по Мозамбику и Анголе.
По докладу Пенка состоялась оживленная дискуссия, в которой, в частности, С. Клоз (Лондон) рекомендовал комиссии собрать все выполненные до сих пор в разных странах образцы миллионных листов для выработки окончательных условных знаков.
По предложению делегации США, IX Конгресс решил, что необходимо выработать окончательный „эталон“ Международной карты, и выделил вновь специальную комиссию, которой предложил разработать основные установки по карте. В комиссию вошли А. Пенк, С. Клоз (Англия), В. М. Девис (США), Ф. Шрадер (Франция) и Ю. М. Шокальский (Россия).
Комиссия уже на Конгрессе разработала некоторые основные положения о карте, вошедшие в решения Конгресса, но, кроме того, Конгресс решил, что в виду важности вопроса необходимо созвать в Англии специальную международную конференцию для выработки детальных установок по карте, причём эта конференция должна носить вполне официальный характер, делегаты должны быть уполномочены правительствами соответствующих стран мира и ко времени этой конференции (открытие которой было намечено в 1909 г.) все учреждения издавшие пробные листы карты, должны прислать их для рассмотрения.

#### Основные международные правила по составлению IMW
Извлечения из постановлений Второй международной конференции 1913 г.:
- § 3-a. Каждый лист карты охватывает площадь в 4° по широте и 6° по долготе…
- § 3-b. Выше 60° широты допускается соединение листов по два и более вместе…
- § 4-b. По обе стороны от экватора до. 88° широты широтные 4-градусные зоны обозначаются латинскими буквами от A до V. Окружности вокруг полюсов, ограниченные 88° широты, обозначаются буквой Z. Колонки по 6° долготы номеруются от 1 до 60 с запада на восток, начиная с меридиана 180° от Гринвича.
- § 4-c. Перед номенклатурой листов северного полушария ставится буква N, а южного — S (например, N-K-12).
- § 4-d. Каждый лист, кроме номенклатуры, имеет называние по важнейшему населённому пункту или географическому объекту. Указываются также географические координаты центральной точки листа.
- § 4-е. На каждом листе должно быть подписано по-французски „Carte Internationale du Monde au 1000000-е“ и та же надпись на языке издателя листа.
- § 4-f. На полях помещается схема расположения 8 смежных листов с их номерами и названиями.
- § 4-g. На полях листа помещается также схема политических границ в масштабе 1:10 000 000.
- § 4-h. На полях листа помещается таблица условных знаков с пояснением на языке страны, издающей лист, и на одном из общераспространённых языков (английском, французском или немецком).
- § 4-i. На каждом листе указываются основные источники составления.
- § 4-j. Под юго-восточным углом рамки указывается месяц и год начала и конца составления листа и его издания.
- § 5-a. Градусная сеть проводится через 1°.
- § 6-a. Меридианы должны изображаться прямыми линиями, а параллели — частями дуг окружности.
- § 6-b. Видоизмененная поликоническая проекция с прямыми меридианами удовлетворяет запросам карты.
- § 6-е. Для каждого отдельного листа средний меридиан является прямой линией, разделенной на отрезки, соответствующие числу градусов. Через точки деления проводят дуги окружностей (параллели) с центрами на продолжении среднего меридиана и с радиусами, равными vctgφ, где v — длина малой нормали земного эллипсоида (между земной поверхностью и осью), а φ — широта данной параллели… По крайним северной и южной параллелям откладывают в масштабе градусы долгот, соединяемые прямыми линиями меридианов, Масштаб сохраняется по двум меридианам, расположенным на 2° к востоку и к западу от среднего меридиана.
- § 7-a. Карта гипсометрическая с изогипсами, с послойной окраской.
- § 7-b. Как правило, изогипсы проводятся через 100 м от среднего уровня моря. Основные обязательные изогипсы 200, 500, 1000. 1500, 2000, 2500, 3000, 4000 и далее через 1000 м. Могут проводиться дополнительные изогипсы через 10, 20 и 50 м. Желательно, чтобы во всех случаях, кроме абсолютной невозможности, горизонтали были везде проведены через 100 м.
- § 7-c. Детали рельефа, не выражающиеся изогипсами, могут быть изображены тушовкой или штрихами.
- § 7-d. Для малоизученных местностей выпускаются листы временного издания» с прерывистыми изогипсами, тушовкой или штрихами. Ничто, касающееся рельефа, не должно наноситься на карту без достаточных оснований.
- § 7-е. Подводный рельеф изображается изобатами.
- § 7-f. Основные изобаты — 100, 200, 500, 1000 и далее через 1000 м. Дополнительные изобаты, между 0 и 100 м могут проводиться через 10, 20 или 50 м.
- § 7-g. Рельеф морского дна поясняется характерными отметками, особенно наибольших глубин.
- § 8-a. Для подписей используются разные шрифты латинского алфавита.
- § 8-c. На прилагаемой к постановлениям таблице даются образцы "рекомендуемых шрифтов.
- § 9-a. Для стран, пользующихся латинским алфавитом (как основным или как вспомогательным), принимается официальная транскрипция названий.
- § 9-c. При наличии, кроме официального, другого употребительно названия географического объекта, последнее подписывается книзу или сбоку от первого более мелким шрифтом.
- § 9-d. На каждом листе помещается фонетическая таблица местах нарицательных географических названий на английском, французском и немецком языках.
- § 9-е. Желательно, чтобы страны, имеющие не латинский алфавит, публиковали на латинском алфавите транслитерацию их букв.
- § 10-a. Гидрография изображается синим цветом. Моря и озера покрываются синим фоном. Различаются потоки постоянные и временные, отмечаются судоходные отрезки рек, водопады и пороги.
- § 10-b. Изогипсы, изобаты и подписи высот и глубин печатаются чёрным. Дополнительные изогипсы проводятся точечным пунктиром.
- § 10-c. Дороги обозначаются красным цветом с разделением на три класса. Никакого твёрдого правила классификации не дается.
- § 10-d. Железные дороги изображаются чёрным. Вообще разделяются одноколейные дороги, дороги в 2 (и более) колеи и узкоколейные (и трамваи). Но разрешается и более дробное деление.
- § 10-е. Населённые пункты разделяются не более чем на 6 классов. По возможности очертания городов сохраняются в масштабе, к административное значение — различного вида пунсонами, прочие особенности — шрифтами. Разрешается любая основная классификация — по населённости или по торгово-промышленному значению, или по историческому интересу, и по комплексу этих признаков. Метод классификации указывается в условных знаках.
- § 10-f. Телеграфные линии — красные, подводные кабели — черные.
- § 10-g. Большие морские порты, принимающие у причала суда с осадкой 6 м и более, отмечаются особым знаком.
- § 10-h. Берега озёр, со значительным колебанием уровня воды, обозначаются голубым пунктиром.
- § 10-k. Гипсометрическая окраска проводится согласно приложений к постановлениям шкале, с различием по цвету после каждой основной изогипсы. Ступени 0—100 и 100—200 имеют два тона зелёного цвета. Если 100-я изогипса не проведена, ступень 0—200 получает оттенок 0—100 м. Ступени 200—300, 300—400 и 400—500 имеют три тона желтою цвета; когда изогипсы 300 и 400 м не проведены, ступень 200—500 получает оттенок 200—300 м. Ступени 500—700 и 700—1000 также имеют два оттенка, если же изогипса 700 не проведена, то ступень 500—1000 получает оттенок 500—700. Гипсометрическая окраска не наносится на зоны вечных снегов и ледники, которые остаются белыми.
- § 10-l. На морях послойная окраска глубин оттенками голубого цвета производится по ступеням 0—200—500—1000—3000—5000 и свыше 5000 м.
- § 11-b. Кроме основного масштаба в километрах, разрешается добавление масштаба в милях или других национальных мерах.
- § 11-c. Дополнительный масштаб в морских милях (1852м) должен помещаться на всех листах, содержащих части морей.
- § 12-a. Отметки высот даются в метрах.
- § 12-b. Разрешается добавлять к отметкам в метрах указание отметок в футах или иной национальной мере.
- § 12-е. Для озёр и внутренних морей указываются отметки уреза годы.
- § 12-d. Счет высот и глубин ведётся от национального среднего уровня моря.
- § 13-a. Государственные границы наносятся по документам, приложенным к дипломатическим актам.
- § 13-b. Для спорных границ устанавливается особый знак.
- § 14-a. Изготовление соответствующих листов ведут государства, имеющие собственную картографическую базу.
- § 14-b. Во избежание дублирования, смежные страны согласуют их составление.
- § 14-c. О составления листов, падающих на страны, не имеющие своей картографии, правил не устанавливается.
- § 14-d. Территория Африки в отношении составления разделена между странами, согласно таблице, приложенной к постановлениям.
- § 14-е. Дополнительные издания миллионной карты, не согласованные с данными постановлениями, частями Международной карты не считаются.
- § 14-f. Все листы должны продаваться по одинаковой цене.
- § 14-g. Все листы издаются на бумаге одного формата (80*65 см).
- § 14-h. Начиная составление нового листа, каждое государств должно уведомить об этом Центральное бюро.

### После Второй мировой войны
В 1953 г. Центральное бюро вошло в Экономический и социальный совет ООН
Следующая Международная конференция, пересмотрела методы составления и используемые на ней условные знаки с тем, чтобы применить при её изготовлении созданную за это время новую технологию.
В докладе ООН от 1966 г. (опубликован в 1968 г.) сообщалось, что из 975 листов карт, необходимых для изображения всей поверхности Земли, были полностью готовы европейские, азиатские, австралийские и южно-американские листы, почти все африканские и частично северо-американские. Но многие из них уже успели устареть и должны быть переделаны в соответствии с новыми стандартами.

## Государственная карта СССР
В 1913 г. Юлий Михайлович Шокальский на международном совещании в Париже сообщил, что Русское географическое общество берёт на себя составление листов международной миллионной карты на территорию России. В 1914 г. на это были получены первые необходимые средства, но Первая мировая война помешала работе, и после неё было признано целесообразным передать издание карты военному ведомству. Эта серия начала составляться в конце 1918 года. В связи с переходом на метрическую систему мер и весов, она должна была заменить собою 25-вёрстную карту. К началу 1923 года для Европейской России было составлено и издано 15 листов карты, 14 листов находилось в стадии изготовления. Для Сибири и Туркестана было составлено соответственно 8 и 10 листов миллионной карты. Но практически всё это мероприятие осуществлено полностью в период с 1940 г. по 1946 г. В этот срок вышли в свет все 180 листов. За это достижение ГУГК в 1947 году удостоилось «Большой золотой медали Географического Общества». Эта серия карт получила своё особое название: «Государственная карта СССР масштаба 1:1 000 000». В 1910-е — 1920-е годы эта серия карт называлась «Карта России в масштабе 1:1.000 000».

### Листы IMW
- IMW на сайте библиотеки Техасского университета (карты производства США) (англ.). Дата обращения: 9 сентября 2009. Архивировано 7 апреля 2012 года.
- IMW на сайте The American Geographical Society Library Digital Map Collection (51 лист производства США + лист с условными обозначениями) (англ.). Дата обращения: 12 октября 2012.
- IMW на сайте bbs.godeyes.cn (несколько листов производства КНР, 70-е годы XX века) (кит.). Дата обращения: 5 ноября 2012. Архивировано 30 января 2013 года.
- IMW на сайте bbs.godeyes.cn (несколько листов производства КНР середины 1940-х годов) (кит.). Дата обращения: 5 ноября 2012. Архивировано 20 декабря 2012 года.
- IMW на сайте WIG Map Archive (несколько карт нацистской Германии) (англ.). Дата обращения: 10 сентября 2009. Архивировано 7 апреля 2012 года.
- IMW на сайте topmap (карты производства СССР). Дата обращения: 10 сентября 2009.
- IMW на сайте loadmap.net (карты производства СССР + США). Дата обращения: 13 октября 2012.
- IMW на сайте Cartoteca Digital (карты производства Португалии, Бразилии) (порт.). Дата обращения: 1 октября 2011. Архивировано из оригинала 7 апреля 2012 года.
- IMW на сайте The Atlas of Canada (карты производства Канады) (англ.). Дата обращения: 10 сентября 2009. Архивировано из оригинала 7 апреля 2012 года.
- IMW на сайте Simmons Games (карты производства разных стран на Восточную и Центральную Европы, Малую Азию и Кавказ) (англ.). Дата обращения: 16 сентября 2011. Архивировано 7 апреля 2012 года.
- IMW на сайте Digitale und Digitalisierte Sammlungen der Universität Greifswald (карты производства СССР на Европу и Ближний Восток) (нем.). Дата обращения: 16 сентября 2011.
- IMW на сайте Australian Antarctic Data Centre (карты производства Австралии) (англ.). Дата обращения: 1 октября 2011. Архивировано 7 апреля 2012 года.
- IMW на сайте the University of Florida's Map & Imagery Library (карты производства США) (англ.). Дата обращения: 20 ноября 2011. Архивировано 7 апреля 2012 года.
- IMW на сайте Gaihozu Digital Archive (карты производства Японии) (яп.). Дата обращения: 4 февраля 2012. Архивировано из оригинала 24 мая 2012 года.
- IMW на сайте Soviet Military Topographic Mapping (карты производства СССР - лист N-31). Дата обращения: 4 февраля 2012. Архивировано 7 апреля 2012 года.
- IMW на сайте Aerogeodezijos institutas (карты производства СССР и нацистской Германии - лист N-35) (лит.). Дата обращения: 16 сентября 2011. Архивировано 7 апреля 2012 года.
- IMW на сайте The Norman B. Leventhal Map Center at the Boston Public Library (карты производства США) (англ.). Дата обращения: 16 сентября 2011. Архивировано 7 апреля 2012 года.
- IMW на сайте East View Cartographic (карты производства СССР) - только просмотр превью (англ.). Дата обращения: 16 сентября 2011. Архивировано 7 апреля 2012 года.
- IMW на сайте Royal Geographical Society (карты производства Великобритании) - только просмотр превью (англ.). Дата обращения: 1 января 2012. Архивировано 7 апреля 2012 года.
- IMW на сайте TIMO MERILUODON VANHAT KARTAT (карты производства Финляндии) (фин.). Дата обращения: 13 октября 2012. Архивировано 24 октября 2012 года.
- лист IMW I-38 на сайте EUROPEAN DIGITAL ARCHIVE ON SOIL MAPS OF THE WORLD (англ.). Дата обращения: 10 сентября 2009. Архивировано 7 апреля 2012 года.

### О IMW
- Покрытие Међународна карта света производства Сербии/Югославии (серб.). Дата обращения: 8 октября 2011. Архивировано из оригинала 25 мая 2012 года.
- О IMW на Bartholomew Archive Blog (англ.). Дата обращения: 8 октября 2011. Архивировано 7 апреля 2012 года.
- О IMW на geography.about.com (англ.). Дата обращения: 8 октября 2011. Архивировано из [geography.about.com/od/historyofgeography/a/millionthmap.htm оригинала] 7 апреля 2012 года.